# Pasha
Pasha (efter det tyrkiske paşa) var den højeste militære og civile embedstitel i det osmanniske rige og svarer omtrent til det europæiske "excellence". Titlen var ikke arvelig. Lande, der blev regeret af en pasha, kaldes undertiden et pashalikat (efter det tyrkiske paşalık). Ordet pasha er afledt af enten det tyrkiske ord for hoved eller høvding, baş, eller fra padishah (efter det persiske pādschāh).
Personer, der bestred embederne vesir, minister, guvernør for provinser eller større byer, sultanens svigersøn og nogle andre af de højeste embedsmænd, blev omtalt som Ppsha. Titlen kunne også tildeles af sultanen til enhver mand, der udmærkede sig i landets tjenester, og som allerede havde den lavere titel bej. Således modtog en række europæere også titlen, hvis de gennem en tid havde været i osmannisk tjeneste. Det gjaldt for eksempel general Charles George Gordon, orientalisten Brugsche samt de tyske militære instruktører van der Goltz og Otto Liman von Sanders.
Først var der tre forskellige pashagrader, hvis indehavere blev kaldt pasha af en, to eller tre hestehaler; kun sultanen var berettiget til fire haler som hærens øverstkommanderende. Senere blev pashagraderne erstattet af de militære titler liva, "generalmajor", ferik, "generalløjtnant", og muschir, "general" (undertiden også angivet som "marskal").